# Вилађо Туристико К. - Нуарзац (Долина Аосте)
Вилађо Туристико К. - Нуарзац је насеље у Италији у округу Долина Аосте, региону Долина Аосте.
Према процени из 2011. у насељу је живело 9 становника. Насеље се налази на надморској висини од 1118 м.